# Costantino Bresciani Turroni
Pour les articles homonymes, voir Bresciani et Turroni.
Costantino Bresciani Turroni (né à Vérone le 26 février 1882 et mort à   Milan le 7 décembre 1963) est un économiste et homme politique italien.

## Biographie
Constantino Bresciani Turroni est né à Vérone en 1882. Diplômé en droit à l'université de Padoue, avec une thèse sur la circulation monétaire et le développement économique, il  déménage à Berlin pendant trois ans et exerce dans le secteur de d'économie à l'université de Berlin. En 1907, il obtient la chaire de statistique à l' université de Pavie, puis à partir de 1909 à Palerme et à Gênes jusqu'en 1919. 
En 1925, il enseigne l'économie politique à l' université de Bologne et signe le Manifeste des intellectuels antifascistes et enseigne à Milan et en 1927 au Caire. 
En 1920, le ministère des Affaires étrangères le nomme membre de la délégation italienne à la Commission de réparation. En 1924 il fait partie des membres du Plan Dawes.  Il est conseiller financier de l'agent général pour le paiement des réparations à Berlin. À cet égard, en 1931, il  publie l'essai Le vicende del marco tedesco. L'ouvrage a été publié pour la première fois à Milan en 1931, traduit en japonais par la Bankers Association of Japan, puis révisé et complété à Londres en 1937 sous le titre The Economics of Inflation.
En 1933 il  démissionne de l'Académie d'Italie, l'ancienne Académie nazionale dei Lincei, pour ne pas jurer allégeance au régime fasciste. En 1937, il  retourne à l'enseignement à l'Université de Milan jusqu'en 1957. 
En 1945, il devint président du Banco di Roma et la même année, il publie le programme de libéralisme économique et social pour le Parti libéral italien. De 1947 à 1951, il est directeur exécutif de la Banque internationale pour la reconstruction et le développement. Il fait partie des ministres du gouvernement Pella et d'août 1953 à janvier 1954, il est le ministre du commerce extérieur. Il a organisé la première loi sur l'assurance crédit à l'exportation.
Membre honoraire de l'Association économique américaine et de l'Institut de France. Costantino Bresciani Turroni est mort à Milan le 7 décembre 1963.

## Publications
- (it) Il primo anno di applicazione del piano Dawes, Riforma sociale, (1926) ;
- (en) On the Pareto’s Law, Journal of the Royal statistical Society, (1939) ;
- (en) The Problem of the Cross-Rates of Exchange, Review of the Economic Conditions in Italy, (1948) ;
- (it) Osservazioni sulla Teoria del moltiplicatore, Rivista Bancaria, XX,3, (1939) ;
- (it) Considerazioni sui barometri economici, Giornale degli Economisti e Rivista di Statistica, (1928) ;
- (it) Sui metodi per la misurazione del deprezzamento di una moneta cartacea, Rivista bancaria, (1923) ;
- (it) Sul significato logico del coefficiente di correlazione, Giornale degli Economisti e Rivista di Statistica, (1914) ;
- (it) Osservazioni critiche sul metodo del Wolf per lo studio della distribuzione dei redditi, Giornale degli Economisti e Rivista di Statistica, (1914) ;
- (it) Sul carattere delle leggi statistiche, Giornale degli Economisti e Rivista di Statistica, (1910) ;
- (it) Le vicende del marco tedesco, Egea, 1931. Ripubblicato da Vitale & Associati, (2005) ;
- (it) Liberalismo e politica economica, il Mulino, Bologne, (2007),  (ISBN 978-88-15-11384-9)[3].